# Jasmine Trinca
Jasmine Trinca, née le 24 avril 1981 à Rome, est une actrice et réalisatrice italienne.

## Biographie
Jasmine Trinca naît à Rome et grandit dans le quartier de Trastevere, où elle fréquente assidûment le cinéma Nuovo Sacher, géré par Nanni Moretti, qui forme sa culture cinématographique. Délaissant des études d'histoire de l'art, elle apparaît pour la première fois au cinéma en 2001 dans La Chambre du fils du même Nanni Moretti. Elle incarne ensuite Giorgia dans Nos meilleures années, le film-feuilleton de Marco Tullio Giordana sorti en 2003, qui lance réellement sa carrière au cinéma.

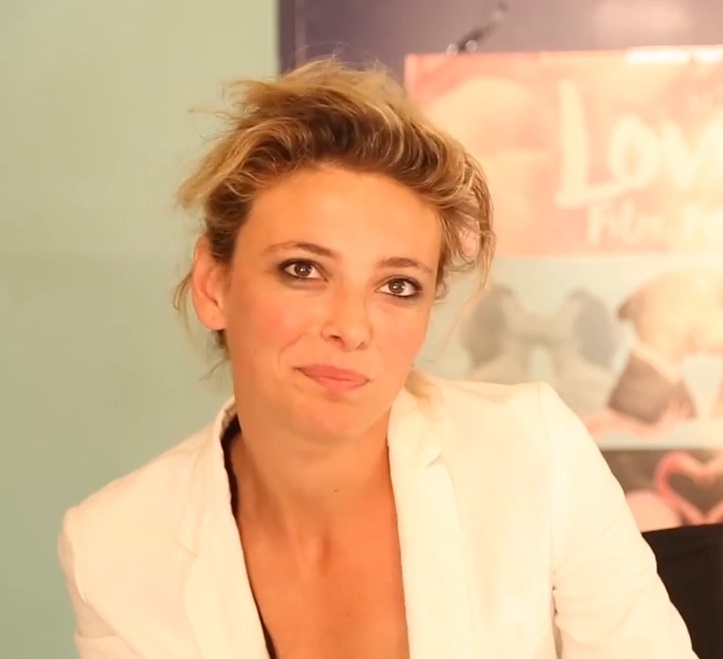
Jasmina Trinca en 2017.

En 2005, elle incarne Roberta dans le succès italien de l'année, Romanzo criminale de Michele Placido. Le film est présenté en compétition lors de la Berlinale 2006.
En 2006, elle retrouve Moretti pour jouer une jeune réalisatrice désirant tourner un film sur Silvio Berlusconi dans Le Caïman : elle obtient à cette occasion sa troisième nomination aux prix David di Donatello comme actrice dans un second rôle (après ses nominations pour La Chambre du fils et Nos meilleures années). La même année, elle reçoit le Trophée Chopard de la révélation féminine au Festival de Cannes.
Lors de la Mostra de Venise 2009, elle reçoit le Prix Marcello-Mastroianni du jury présidé par Ang Lee. Lors du Festival de Cannes 2017, elle est récompensée par le Prix d'interprétation féminine Un certain regard, décerné par un jury présidé par Uma Thurman, pour Fortunata. La même année, elle fait partie du jury de la Mostra de Venise 2017, présidé par la comédienne américaine Annette Bening. En 2018, lors de la 63e cérémonie des David di Donatello, elle remporte le David di Donatello de la meilleure actrice pour Fortunata, prix qu'elle obtient à nouveau en 2020 lors de la 65e cérémonie pour Pour toujours (La dea fortuna).
Elle est membre du Collectif 50/50, qui a pour but de promouvoir l'égalité des femmes et des hommes et la diversité dans le cinéma et l'audiovisuel,.
Au Festival de Cannes 2022, elle est membre du jury des longs métrages, présidé par Vincent Lindon.

## Filmographie

### Comme actrice

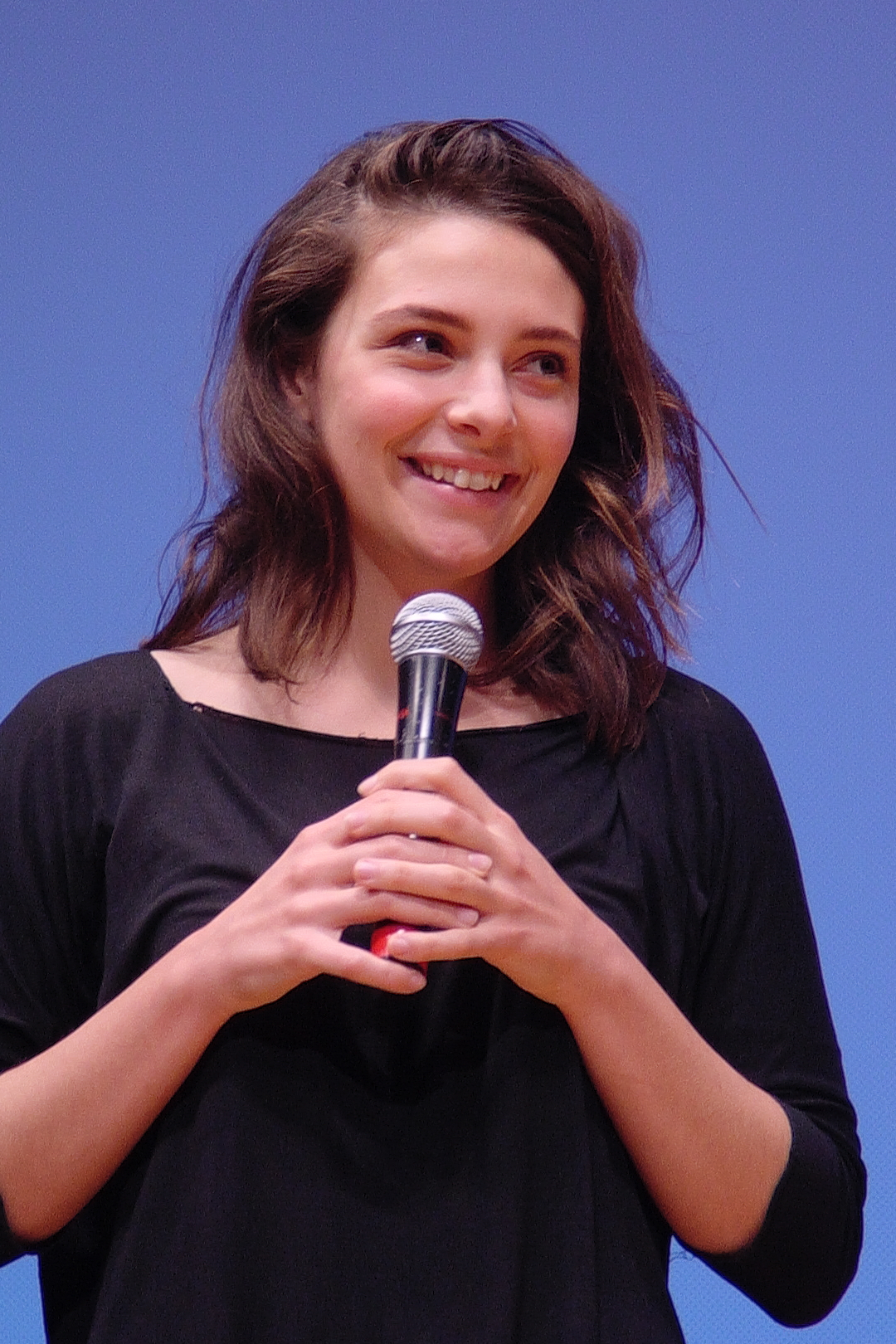
Jasmine Trinca en 2007.

- 2001 : La Chambre du fils (La stanza del figlio) de Nanni Moretti : Irene
- 2003 : Nos meilleures années (La meglio gioventù) de Marco Tullio Giordana : Giorgia Esposti
- 2004 : La Fuite des innocents (La fuga degli innocenti) (mini-série) de Leone Pompucci : Tilla Nagler
- 2005 : Leçons d'amour à l'italienne (Manuale d'amore) de Giovanni Veronesi : Giulia
- 2005 : Cefalonia (it) (téléfilm) de Riccardo Milani : Elena
- 2005 : Romanzo criminale de Michele Placido : Roberta
- 2005 : Trevirgolaottantasette (court-métrage) de Valerio Mastandrea
- 2006 : Le Caïman (Il caimano) de Nanni Moretti : Teresa
- 2007 : Piano, solo de Riccardo Milani : Cinzia
- 2009 : Ultimatum d'Alain Tasma : Luisa
- 2009 : Le Rêve italien (Il grande sogno) de Michele Placido : Laura
- 2011 : L'Apollonide : Souvenirs de la maison close de Bertrand Bonello : Julie
- 2012 : Giulia ha picchiato Filippo (court métrage) de Francesca Archibugi : Giulia
- 2013 : Un giorno devi andare de Giorgio Diritti : Augusta
- 2013 : Une autre vie d'Emmanuel Mouret : Aurore
- 2013 : Miele de Valeria Golino : Irene (Miele)
- 2014 : Saint Laurent de Bertrand Bonello : Talitha Getty
- 2014 : Je t'aime trop pour te le dire (Ti amo troppo per dirtelo) (téléfilm) de Marco Ponti (it) : Francesca
- 2015 : Gunman (The Gunman) de Pierre Morel : Annie
- 2015 : Contes italiens (Maraviglioso Boccaccio) de Paolo et Vittorio Taviani : Giovanna
- 2015 : Nessuno si salva da solo de Sergio Castellitto : Delia
- 2016 : Tommaso de Kim Rossi Stuart : Chiara
- 2016 : Slam: Tutto per una ragazza (it) d'Andrea Molaioli : Antonella
- 2017 : Fortunata de Sergio Castellitto : Fortunata
- 2018 : Euforia de Valeria Golino : Elena
- 2018 : Sur ma peau d'Alessio Cremonini : Ilaria Cucchi
- 2018 : Le Garçon le plus heureux au monde (it) (Il ragazzo più felice del mondo) de Gian Alfonso Pacinotti : l'actrice célèbre
- 2019 : Croce e delizia de Simone Godano : Penelope
- 2019 : Simple Women de Chiara Malta : Federica
- 2019 : Pour toujours (La dea fortuna) de Ferzan Özpetek : Annamaria
- 2020 : La Ballade des cœurs perdus (it) (Guida romantica a posti perduti) de Giorgia Farina - Allegra
- 2021 : L'Histoire de ma femme (	A feleségem története) d'Ildikó Enyedi : Viola
- 2021 : Amants super-héroïques (Supereroi) de Paolo Genovese : Anna
- 2021 : La scuola cattolica de Stefano Mordini : Coralla Martirolo
- 2023 : Profeti (it) d'Alessio Cremonini
- 2023 : Vers un avenir radieux de Nanni Moretti : elle-même (apparition)
- 2023 : Nuovo Olimpo de Ferzan Özpetek (apparition)
- 2023 : La Nouvelle Femme de Léa Todorov : Maria Montessori
- 2024 : Supersex de Francesca Manieri (it) : Lucia (série télévisée)
- 2024 : La Storia (it) de Francesca Archibugi : Ida Ramundo (série télévisée)

### Comme réalisatrice
- 2022 : Marcel !

## Distinctions

### Récompenses

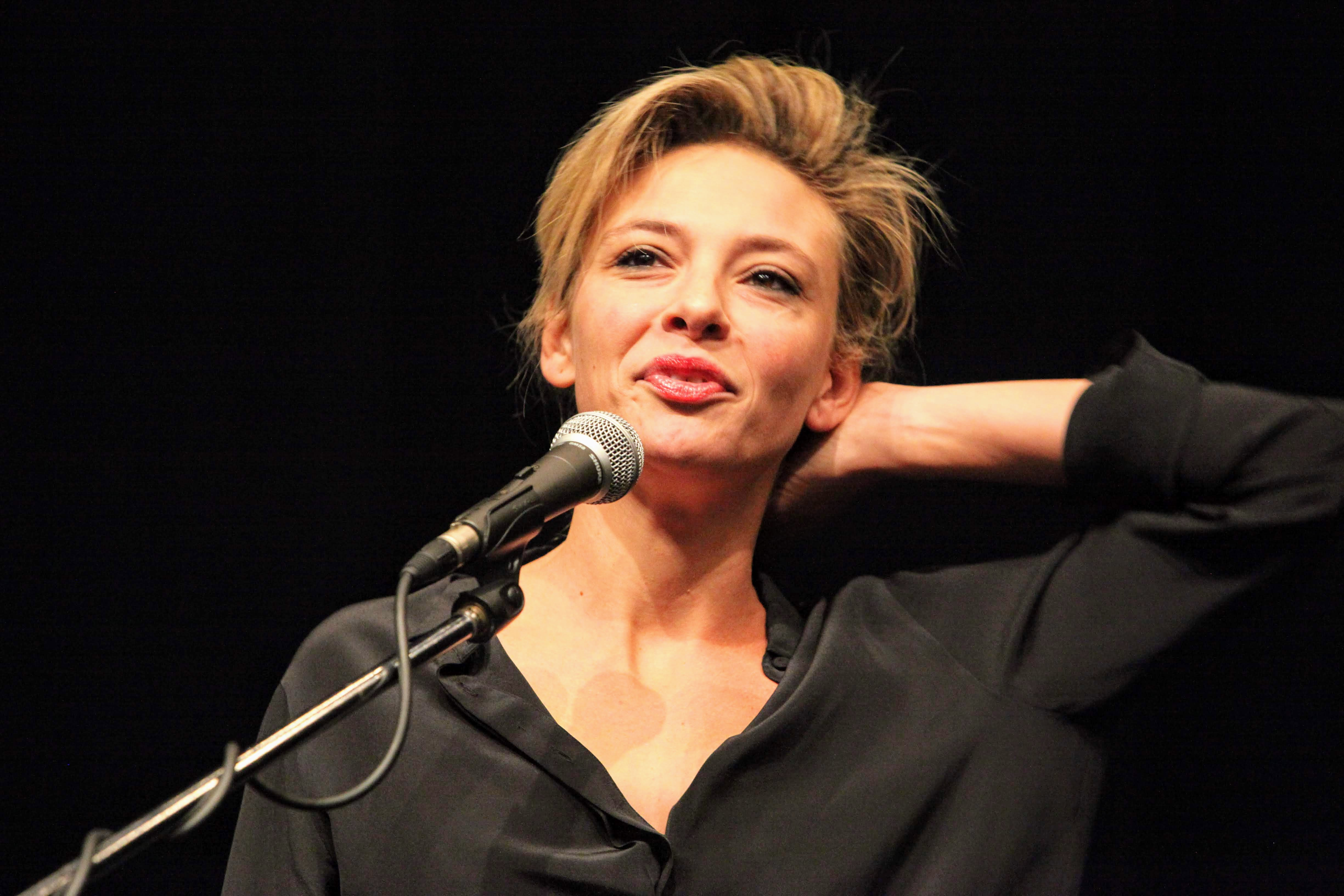
Jasmine Trinca au Festival international du film de Karlovy Vary en 2017

- Prix 2001 du Syndicat national italien des journalistes de cinéma : Prix Guglielmo Biraghi de l'actrice débutante pour La Chambre du fils
- Prix 2004 du Syndicat national italien des journalistes de cinéma : Prix collectif de la meilleure actrice pour Nos meilleures années avec Adriana Asti, Sonia Bergamasco et Maya Sansa
- Festival de Cannes 2006 : Trophée Chopard de la révélation féminine
- Berlinale 2007 : Prix Shooting Star jeune vedette européenne
- Mostra de Venise 2009 : prix Marcello-Mastroianni pour Le Rêve italien
- Festival de Stockholm 2013 : Prix d'interprétation féminine pour Miele
- Prix 2013 Syndicat national italien des journalistes de cinéma : Prix de la meilleure actrice pour Miele et Un giorno devi andare
- Festival de Cannes 2017 : Prix Un certain regard de la « meilleure actrice » pour Fortunata[7]
- Prix David di Donatello 2018 : meilleure actrice pour Fortunata
- Prix David di Donatello 2020 : meilleure actrice pour Pour toujours (La dea fortuna)[4],[8]

### Nominations
- Prix David di Donatello 2001 : meilleure actrice dans un second rôle pour La Chambre du fils
- Prix 2001 du Syndicat national italien des journalistes de cinéma : meilleure actrice dans un second rôle pour La Chambre du fils
- Prix David di Donatello 2003 : meilleure actrice dans un second rôle pour Nos meilleures années
- Prix David di Donatello 2006 : meilleure actrice dans un second rôle pour Le Caïman

## Jurée festivalière
Au Festival de Cannes 2007, Jasmine Trinca est membre du jury Un certain regard, présidé par Pascale Ferran.
À la Mostra de Venise 2010, elle est membre du jury du Prix Luigi De Laurentiis, présidé par Fatih Akın.
En décembre 2016, elle est membre du jury des longs métrages au 16e Festival international du film de Marrakech, présidé par Béla Tarr.
En octobre 2023, elle est membre du jury du 18e Festival international du film de Rome, présidé par Gael Garcia Bernal.
En 2024 elle est membre du jury du 74e Festival de Berlin, sous la présidence de Lupita Nyong'o.